# Gymnocalycium fischeri
Gymnocalycium fischeri ist eine Pflanzenart in der Gattung Gymnocalycium aus der Familie der Kakteengewächse (Cactaceae). Das Artepitheton fischeri ehrt den tschechischen Kakteensammler Ladislav Fischer.

## Beschreibung
Gymnocalycium fischeri wächst einzeln mit blaugraugrünen, flach kugelförmigen Trieben, die bei Durchmessern von 8 bis 10 Zentimetern (selten bis 15 Zentimeter) Wuchshöhen von bis zu 6 Zentimeter erreichen. Die acht bis zwölf geraden Rippen sind tief quer gekerbt und gehöckert. Die anfangs schmutzig weiß befilzten Areolen sind später kahl. Der einzelne Mitteldorn, selten sind bis zu vier vorhanden, wird erst an älteren Pflanzen ausgebildet. Die fünf bis sieben (selten bis neun) ausstrahlenden, pfriemlichen, starren Randdornen sind graubraun. An ihrer Basis sind sie schwarzbraun und an der Spitze hell hornfarben. Die Randdornen weisen eine Länge von 1,2 bis 2,2 Zentimeter auf.
Die trichterförmigen, variabel elfenbeinfarbenen bis hellrosafarbenen Blüten besitzen einen dunkler rosafarbenen Schlund. Sie sind bis zu 8 Zentimeter lang und weisen einen Durchmesser von 7 Zentimeter auf. Die blaugrünen Früchte sind spindel- bis keulenförmig und erreichen eine Länge von 2,5 bis 3,8 Zentimeter. Sie reißen senkrecht auf.

## Verbreitung und Systematik
Gymnocalycium fischeri ist in der argentinischen Provinz San Luis im Westen bis Südosten der Vorberge der Sierra de San Luis in Höhenlagen bis 1300 Meter verbreitet. 
Die Erstbeschreibung erfolgte 2002 durch Josef Jakob Halda, Petr Kupčák, Emil Lukašik und Jaromír Sladkovský.

## Nachweise